# Ali Bitchin
Ali Bitchin,  Bitchnin, o Pegelin, originalmente Piccini o Piccinin (considerado como nacido en Massa en Toscana y muerto en 1645) es un italiano convertido al islam (« renegado» a los ojos de los cristianos) que hizo  fortuna en Argel como corsario. Fue un gran almirante de Argel, es conocido por la mezquita que hizo construir en Argel (mezquita Ali Bitchin, iglesia Notre-Dame-des-Victoires durante el periodo colonial) ; a veces se lo considera gobernador de Argel (por usurpación) en 1645.

## Historiografía
Es conocido en particular gracias a la historia de cautiverio publicada por Emmanuel de Aranda, su esclavo durante un año aproximadamente entre 1640 y 1641.
Algunos  artículos de prensa argelinos, indican que nació en  Piccini, cerca de Venecia »,  pero no aparece ninguna localidad con ese nombre

### Sus comienzos

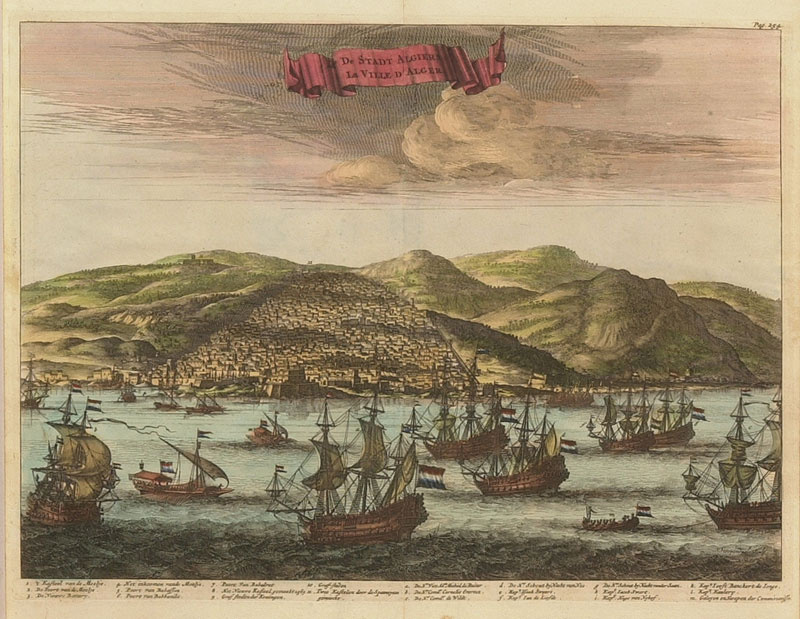
Argel en la época de la Regencia (1680)

## Biografía

### Su carrera en Argel (1621-1637)
A partir de 1621, es el jefe supremo de  la Taifa de los rais,  con  el título de gran almirante de Argel. En 1622, construye la mezquita  que lleva hoy su nombre,  Se casa  con la hija  del jefe de una tribu Koukou de la Cabilia, siempre dispuesta a la revuelta, de hecho casi independiente  ; esta tribu le proporciona  su guardia pretoriana.
Estando al frente de la corporación de las raïs, es el hombre  más fuerte de la ciudad, dado que en Argel, el poder del Sultán de Estambul está lejos, y que los dirigentes políticos de la Regencia de Argel viven bajo la amenaza de una revuelta de los Jenízaros a los que  no se les puede pagar, sino es   gracias a los  apresamientos de los raïs. Sus posiciones políticas son claras : está contra todo lo que puede costar a los grandes propietarios de esclavos y a los rais. De Grammont escribe sobre el : 

En 1634, Sanson Le Page reconocía que era inútil  buscar de los acuerdos contrarios a la voluntad de Arabadji, de Cigala y de Ali Bitchnin

En 1637, hace fracasar  las negociaciones con Francia con vistas a la liberación de esclavos franceses y de una renovación del tratado de paz ; dirige la destrucción de los establecimientos comerciales franceses de La Calle   ; esclavizando a los empleados; generalmente, Ali Bitchin se dedica  a deshacer  los tratados de paz con Francia, que le impiden piratear  las riquezas de las navíos  de Marsella.

### Ali Bitchin según Emmanuel de Aranda

#### Sus riquezas
Sus riquezas son inmensas. Posee un palacio en la ciudad, una casa de campo, varias   galeras y  miles de esclavos. Parte de éstos estaban alojados en un conjunto de edificios, cercano a su palacio y a su mezquita, que en la traducción francesa del libro de  Aranda está traducido, de modo inadecuado  como « baño » y donde se encuentra una iglesia, así como una tasca, mantenida por sus esclavas,  frecuentada también por los soldados turcos(porque, según las doctrinas teológicas entonces vigentes en Argel, un Musulmán puede beber  alcohol a condición de no  venderlo). Está descrito en estos términos por Aranda:

De ahí que, fuimos al baño de nuestro nuevo maestro ; es el lugar destinado para el alojamiento y la morada de las esclavos de las galeras. El llamado  baño era una calle de su casa, la calidad de la cual  y la situación os lo describiré en breve. Primero, había una entrada estrecha, y entrabamos en una gran bóveda, que recibía la luz a través de unos enrejados que había arriba, pero tan poca en pleno día y al mediodía, que en las tascas del dicho  baño, se tenían que encender las lámparas. Los taberneros son esclavos cristianos del mismo baño, y los que vienen allí para beber son corsarios y soldados turcos, que se divierten bebiendo  y practicando pecados nefandos. Arriba, en un lugar cuadrado entre las galerías de los dos pisos ; y, entre estas galerías, había también tascas y una iglesia de cristianos, con capacidad para 300 personas, para escuchar la misa. Allí estábamos   500 esclavos cristianos cuyo  patrón era Ali Pegelin.

De Aranda cuenta algunas anécdotas  sobre el: 
No sale nada más que rodeado de una cincuentena de pajes  de una gran belleza, ricamente vestidos.
Un día, a uno de sus esclavos que había encontrado un diamante que había perdido, le lanza una monedita con desprecio y le dice que la utilice para comprarse una cuerda para colgarse, ya que había tenido la posibilidad de conseguir  su libertad y no la había utilizado..
A cambio, quiere que sepamos que mantiene su palabra en los negocios.

#### Ali Bitchin y la religión
Parecería, según las observaciones de  Aranda, que Bitchin no frecuentaba mucho su propia mezquita
Hubo un tiempo, en que tuvo entre sus esclavos al padre Angeli, un sacerdote genovés ;  apreciado por todos : católicos, protestantes, rusos ortodoxos e incluso por los musulmanes ; Ali Bitchin lo hace llamar para preguntarle cuál será su suerte a su muerte; después de muchas dudas, el sacerdote osa responder que irá derecho al  infierno ; Bitchin que le había  pedido si habría  algún medio para evitarlo, el sacerdote le sugiere  que  sea mejor musulmán : que deje de robar, que sea misericordioso, y se abstenga  mofarse del Corán ; que vaya a la mezquita ; abstenerse, cuando está en casa del Regente y  el grito del almuédano resuena, de cubrirse la cara con un pañuelo para mostrar que hace lo que puede para esconder su risa ; todo esto le  parece  un poco complicado de hacer y  Bitchin contesta que el diablo hará con él lo que quiera cuando llegue el momento.
Por otra parte, no desea  que sus esclavos se conviertan al islam, temiendo que esto le obligue a liberarlos.

### El desastre de Velone (1638) y sus consecuencias
En 1638, es la derrota de Velone desastre personal para Bitchin al menos tanto que como una  derrota turca contra Venecia ; el sultán de Constantinopla había conseguido que los rais de Argel participaran en una expedición contra Venecia ; una veintena de galeras parten de Argel bajo la dirección de Bitchin, la mayoría eran suyas ; se junta con ocho galeras tunecinas ; la flotilla, poco entusiasta de librar la guerra del Sultán, comienza por destrozar las costas del Adriatico , después, como consecuencia de una tormenta, se refugian en el pequeño puerto de Velone y permanecen más tiempo de lo que deberían ; es sorprendido por las venecianos de Marin Cappello ; Bitchin llega a huir con algunas galeras, pero  el resto es destruido: 1 500 Argelinos muertos, 3 500 esclavos cristianos liberados, 12 galeras y dos bergantines capturados por los venecianos, y 4 galeras hundidas
Después de la derrota de Velone, que acaba con muchas de sus galeras, Bitchin se revuelve contra el  Sultán de Constantinopla , soberano  de la regencia de Argel . Él le reprocha, y los rais con él, el exponer a su gente  y sus bienes en guerras de las que no sacan ningún provecho, y de no  indemnizarlos por sus pérdidas. En 1639, saquea las costas de  Calabria y de Sicilia ,  donde consigue un millar de esclavos. Es impedido sin embargo por una tormenta de apoderarse del tesoro de Notre Dame de Lorette. En 1643, la Taifa se niega a unirse a una flota reunida contra Venecia, y declara que hará a partir de ahora la guerra por su propia cuenta.

### El final (1644-1645)

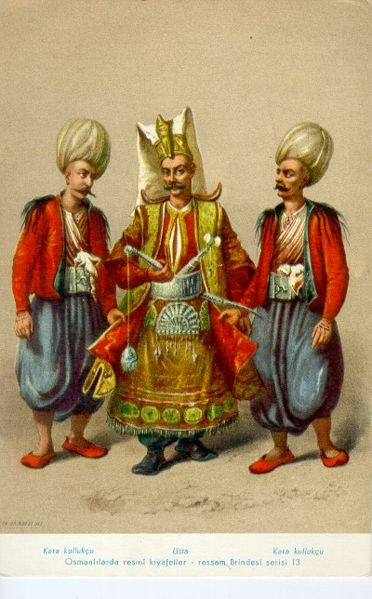
Oficiales jenízaros

A partir de 1644, las cosas se precipitan para Ali Bitchnin.
En 1644, el Sultán de Constantinopla piensa en hacer un ataque contra Malta ; pide la ayuda a sus bajeles  de Argel a la que se niegan.La deserción de Argel obligó al Sultán a renunciar al ataque.
En Turquía, el Sultán Ibrahim quiere la cabeza de Bitchin y de algunos otros rais. Cuando los enviados del Sultán llegan, una revuelta estalla instigada por Bitchnin. El Bajá o pacha Mohammed  tiene que refugiarse en una mezquita. Los enviados turcos se ven forzados a buscar asilo en casa de  Bitchnin, que los devuelve a Constantinopla  llenos de regalos  ; de regreso junto al  Sultán, se declaran convencidos de que el apaciguamiento de Argel solo puede llevarlo a cabo Bitchin. Pero los jenízaros, constatando que ha neutralizado al bajá (al encerrarlo en su  mezquita), consideran a Ali Bitchin como el dueño de la ciudad, para poder asegurar su equilibrio. Tiene tres días para reunir el dinero; se refugia en un morabito, se hace llevar enfermo para obtener un retraso en el pago, obtiene todavía cinco días más de límite . Antes de la expiración del plazo, sale de la ciudad con todas sus riquezas y se refugia en Koukou  en casa de su suegro. Los   jenízaros temen que  vuelva al frente con una tropa de Cabilios. Sus palacios son  saqueados, sus galeras son secuestradas , sus esclavas son dispersadas entre diferentes manos, de manera que   San Vicente de Paul , que estaba a este momento en tratos para su liberación[réf. necesario], deberá buscarlos  uno por uno en casa de sus nuevos dueños. Después, las cosas parecen arreglarse : convencido del carácter incontrolable de Bitchin, el Sultán envía  dinero y  regalos muy halagadores. Bitchin vuelve en Argel donde es acogido triunfante.
Pero un nuevo Bajá llamado Ahmed es enviado por el Sultán. Poco tiempo después, Bitchin muere misteriosamente. Argel piensa que ha sido envenenado y le hace un funeral real.

## La mezquita de Ali Bitchin
La Mezquita de Ali Bitchin, ubicada en la calle Bab-el-Oued, muy cerca de la Alcazaba, ha sido la iglesia Notre-Dame-des-Victoires de 1843 a 1962, después convertida de nuevo en  una mezquita (Djemaâ Ali-Betchin).
Ha sido restaurada  en 2010.

#### Testimonios
- Emmanuel de Aranda, Relación de la cautividad y libertad del sieur Emanuel de Aranda Leer on-line

#### Obras antiguas
- Revista histórica, tomo XXV, mayo agosto 1884 Leer on-line
- Henri Delmas de Grammont, Historia de Argel bajo el dominio turco Leer on-line
- Ernest Mercier, Historia de la Berbérie, on-line sobre el website Argelia-Antigua

#### Artículos (prensa argelina)
- La mezquita de Ali Bitchin sobre el website Djazairess
- Mezquita Ali Bitchin, Mediodía libre (Argelia), 6 de julio de 2010
- Djamaa Ali-Betchin, Le Soir de Argelia, 20 de abril de 2010